# Renfrewshire
Renfrewshire (gael. Siorrachd Rinn Friù) – jednostka administracyjna (council area) w środkowo-zachodniej Szkocji, położona na południowym brzegu rzeki Clyde, na zachód od Glasgow, w środkowej części historycznego hrabstwa Renfrewshire. W 2011 roku liczyła 174 900 mieszkańców. Ośrodkiem administracyjnym jest Paisley.